# 李学林 (政治人物)
李学林（1966年6月—），云南富民人，汉族，中华人民共和国政治人物，现任云南省政协副主席，九三学社中央委员会常委，云南省主委，第十二届全国人大代表，第十三届全国政协委员。
2022年1月当选云南省政协副主席。